# Aruba na Letnich Igrzyskach Olimpijskich 2000
Arubę na Letnich Igrzyskach Olimpijskich 2000 reprezentowało 5 zawodników, 3 mężczyzn i 2 kobiety.

## Judo
- Javier Wanga

## Lekkoatletyka
- Richard Rodriguez - maraton  (nie ukończył biegu)
- Luz Marina Geerman - bieg na 100 m kobiet (odpadła w 1 rundzie eliminacji)

## Pływanie
- Davy Bisslik - 50 m stylem dowolnym mężczyzn (62. miejsce)
- Roshendra Vrolijk - 50 m stylem dowolnym kobiet (62. miejsce)